# Шнайзинген
Шнайзинген (нем. Schneisingen) — коммуна в Швейцарии, в кантоне Аргау.
Входит в состав округа Цурцах.  Население составляет 1271 человек (на 31 декабря 2007 года). Официальный код  —  4318.

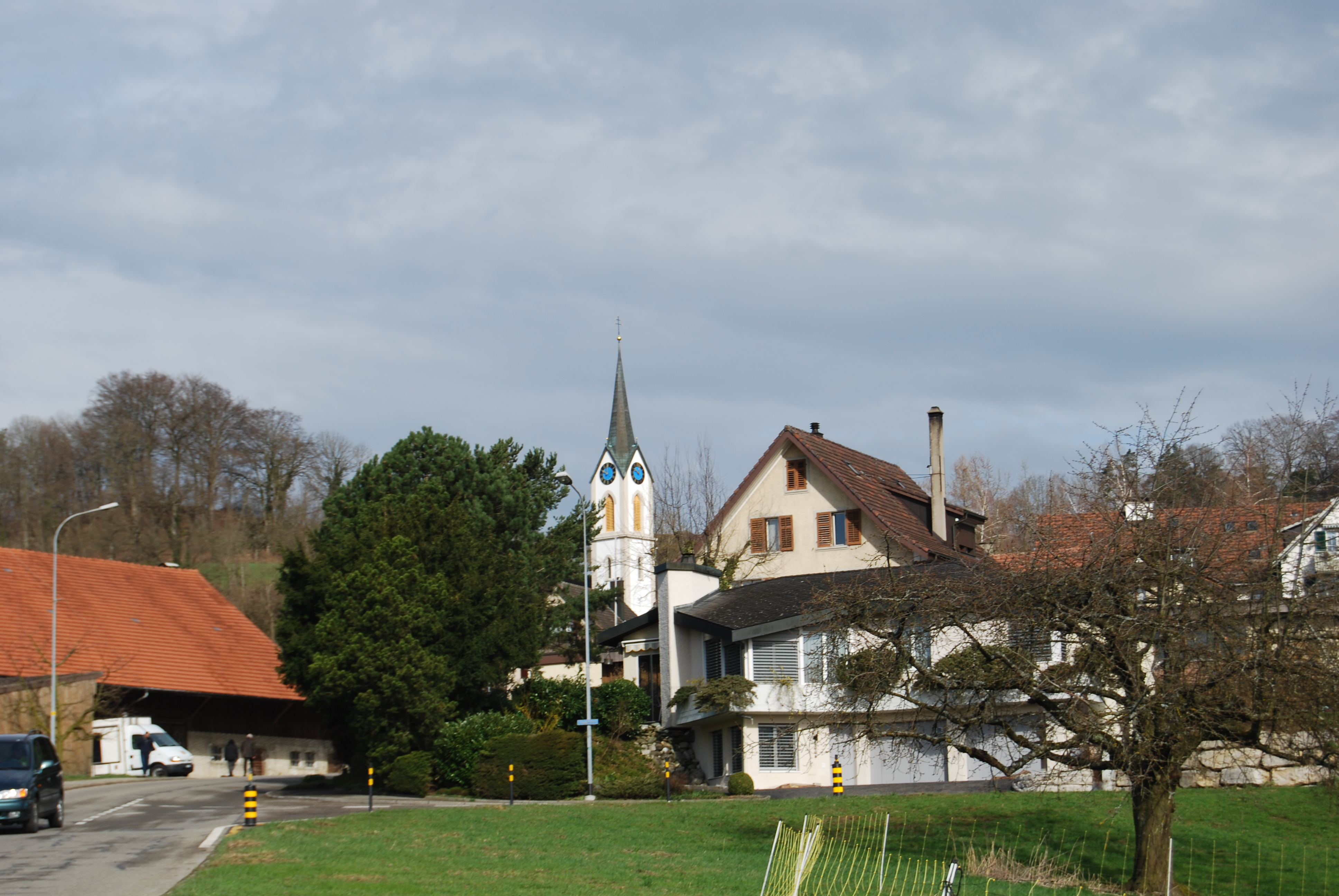
Шнайзинген